# Ciudad Encantada
La Ciudad Encantada es un paraje natural español de formaciones rocosas calcáreas o calizas formadas a lo largo de miles de años. Se localiza cerca de Valdecabras, en el término municipal de Cuenca (España), en una amplia zona de pinares de la parte meridional de la serranía conquense y a una altitud de 1500 metros. Está ubicada en una finca privada a la cual se puede acceder previo pago de 6 €.
Fue declarada Sitio Natural de Interés Nacional el 11 de junio de 1929. La acción del agua, el viento y el hielo ha hecho posible este fenómeno kárstico. La heterogeneidad de las rocas en cuanto a su morfología, composición química y grado de dureza es lo que ha permitido el desgaste desigual de las mismas por los elementos atmosféricos, dando como resultado una muestra sorprendente de arte pintoresco proveniente de la misma naturaleza. A las caprichosas y espectaculares formaciones existentes hay que sumar lapiaces, torcas y sumideros.
Comparte estas características especialmente con "Los Callejones", paraje ubicado en el término municipal de Las Majadas. Ambos lugares forman parte del parque natural Serranía de Cuenca, creado mediante la Ley de la Comunidad Autónoma de Castilla-La Mancha 5/2007.

## Origen de las formaciones

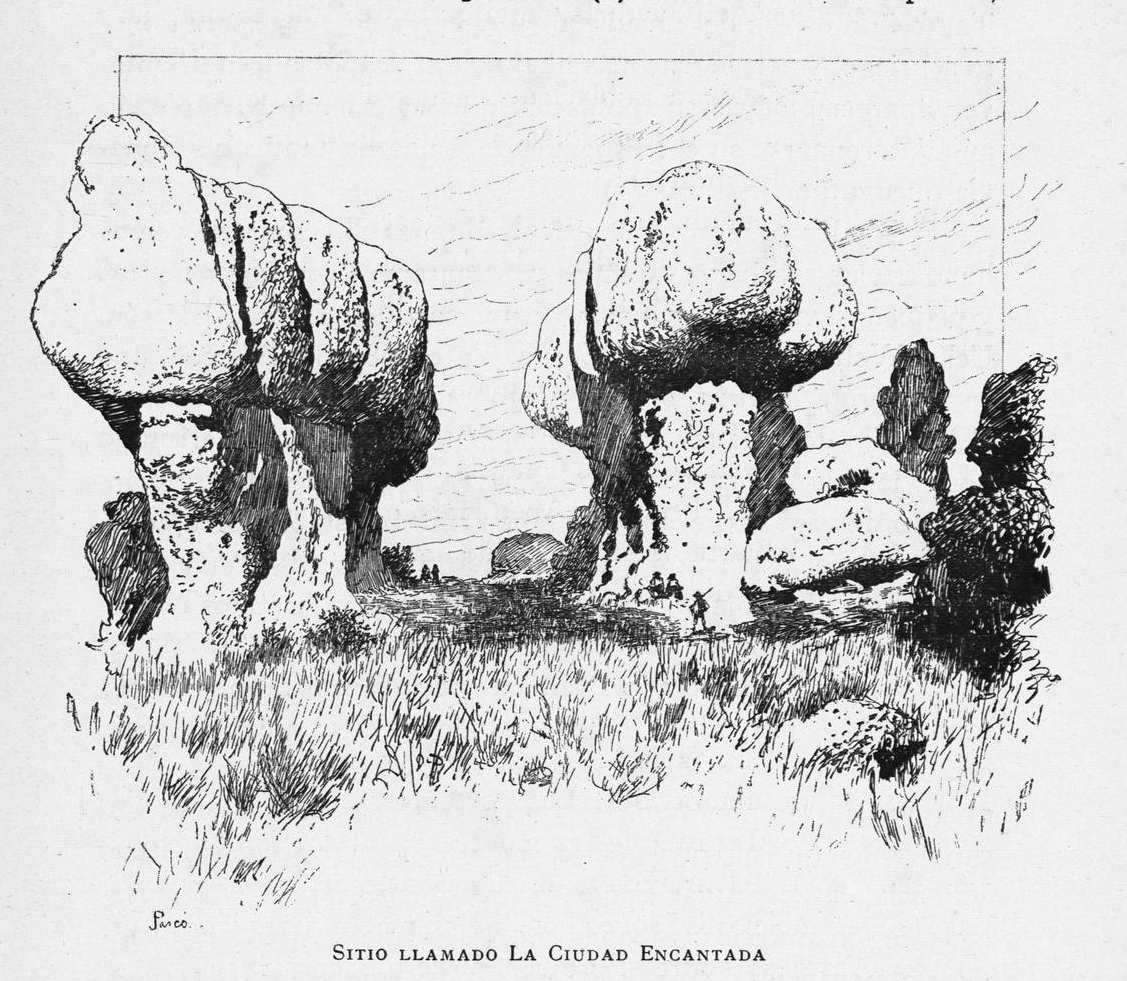
La Ciudad Encantada en un dibujo de José Pascó

Las formaciones rocosas de la Ciudad Encantada son formaciones de modelado kárstico, cuyo origen se remonta al periodo Cretácico, hace aproximadamente 90 millones de años. En el Cretácico, el mar de Thetis cubría gran parte de lo que actualmente es la península ibérica y la zona que hoy conforma la Ciudad Encantada formaba parte del fondo. Era una zona de aguas tranquilas donde existió una importante deposición de sales, principalmente carbonato cálcico, provenientes de los esqueletos de los animales de la zona y de la porción disuelta en el agua.

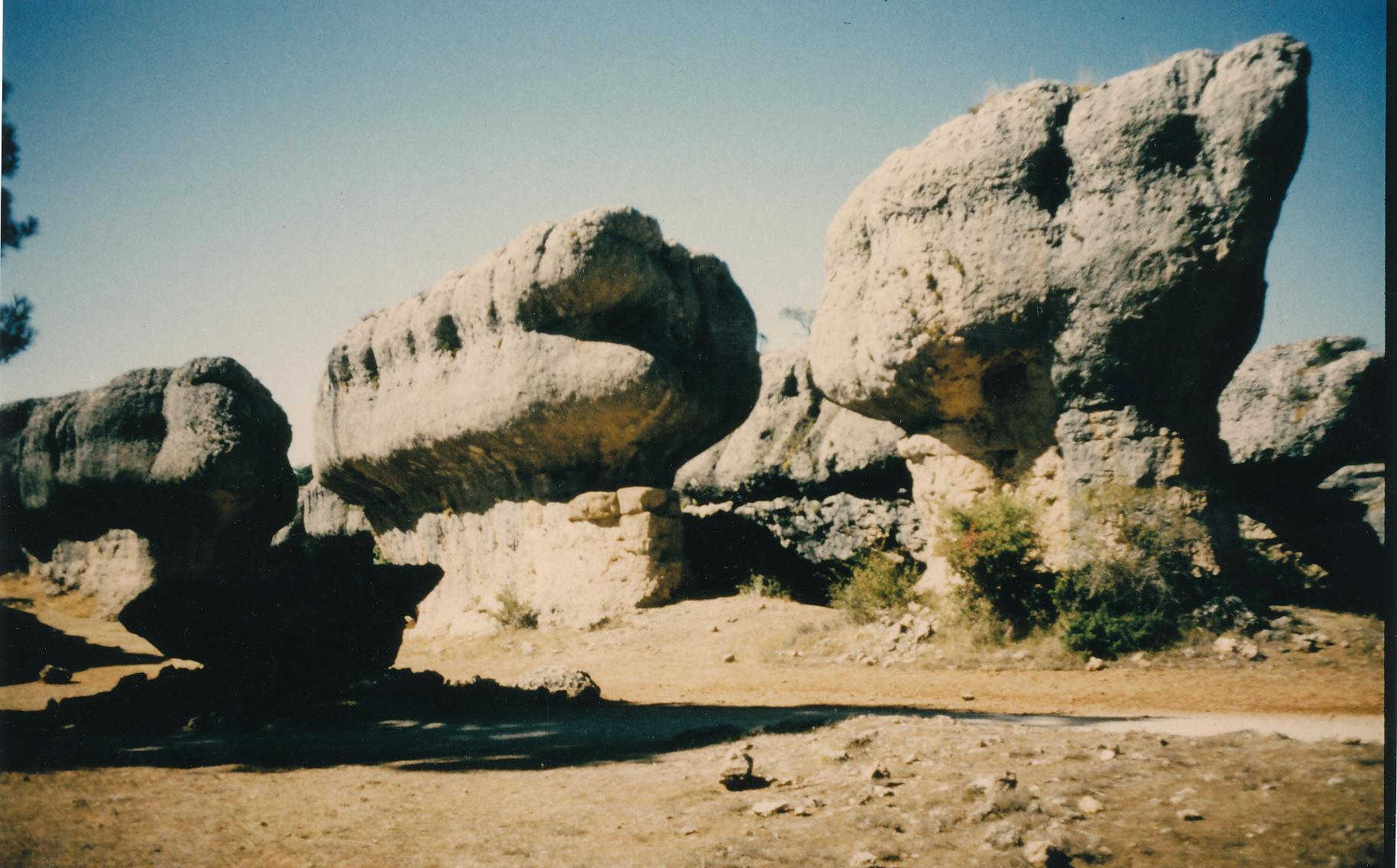
Ciudad Encantada

Al final del Cretácico, la orogenia alpina originó la elevación del terreno, pasando a formar parte de la tierra emergida parte de la superficie que antes era fondo marino. Los bancos de carbonato cálcico convertidos en piedra caliza quedaron expuestos a los agentes atmosféricos, como la lluvia, los cambios de temperatura, y a los agentes biológicos, como la acción de los diferentes seres vivos, que fueron progresivamente erosionando la roca. La roca caliza es muy permeable y permite la infiltración del agua de lluvia. El agua, junto con la acción del dióxido de carbono (CO2), disuelve la roca caliza aumentando aún más su porosidad y formando en su interior galerías, dando como resultado las formaciones de karst.
La Ciudad Encantada es un karst muy avanzado donde gran parte de la roca ha sido disuelta, la mayor parte de las galerías se han derruido al caer el techo de las cuevas y quedan sólo en pie los bloques de las zonas de piedra más resistentes que adquieren por la erosión formas caprichosas.

## Fauna y flora[3]
En fauna se encuentran animales como herrerillo capuchino (Parus cristatus), zorro (Vulpes vulpes), petirrojo (Erithacus rubecula), ciervo (Cervus elaphus), lagarto ocelado (Timon lepidus), garduña (Martes foina) y colirrojo tizón (Phoenicurus ochruros).
En flora se encuentran árboles y plantas como pino negral (Pinus nigra), enebro (Juniperus communis), quitameriendas (Colchicum montanum), agracejo (Berberis vulgaris), acebo (Ilex aquifolium), doradilla (Ceterach officinarum), tejo (Taxus baccata), endrino (Prunus spinosa), zapatitos de la virgen (Sarcocapnos enneaphylla) y Rhamnus pumila.

## Zona visitable

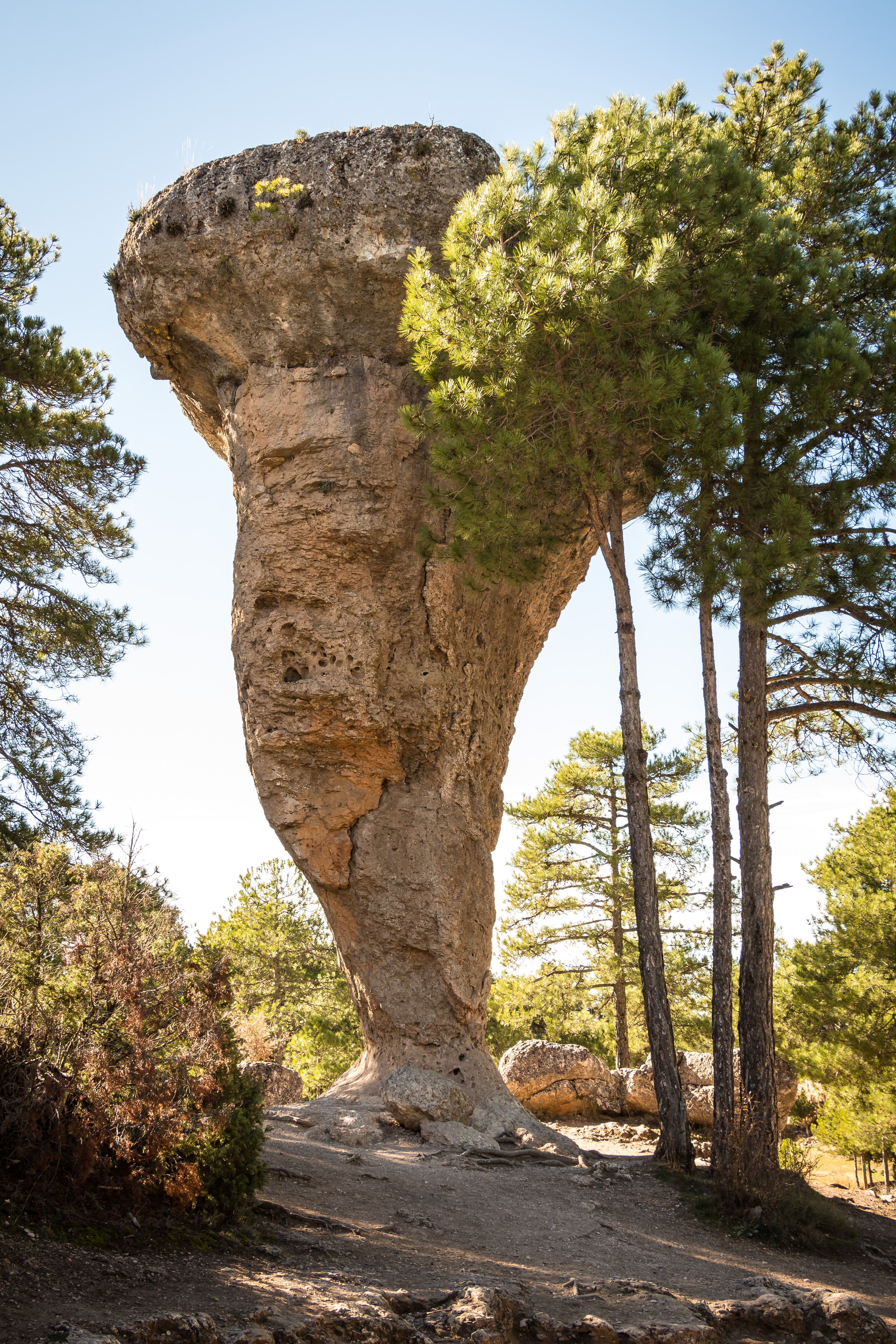
El Tormo Alto, ejemplo de erosión diferencial.

## Galería de imágenes

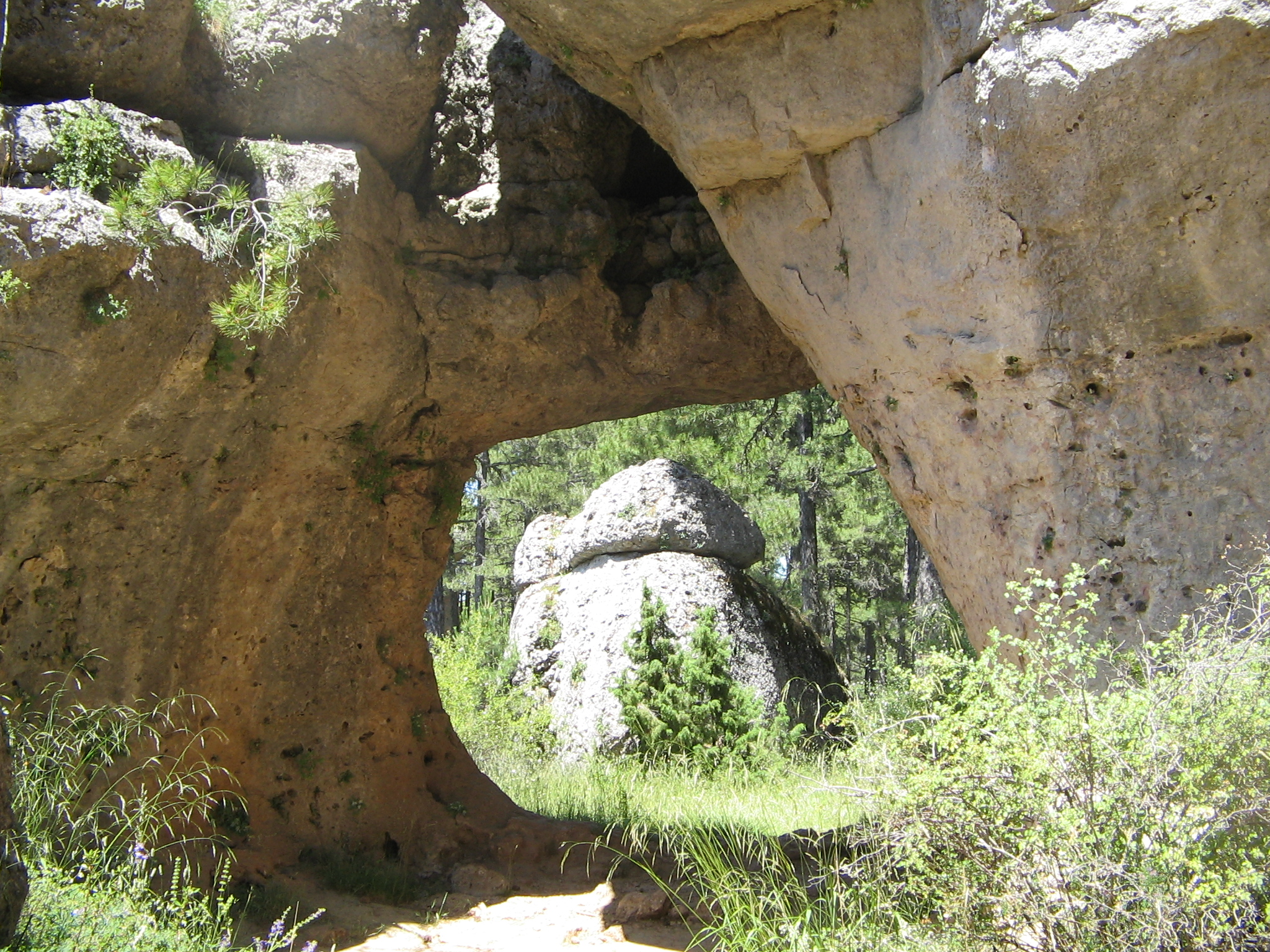
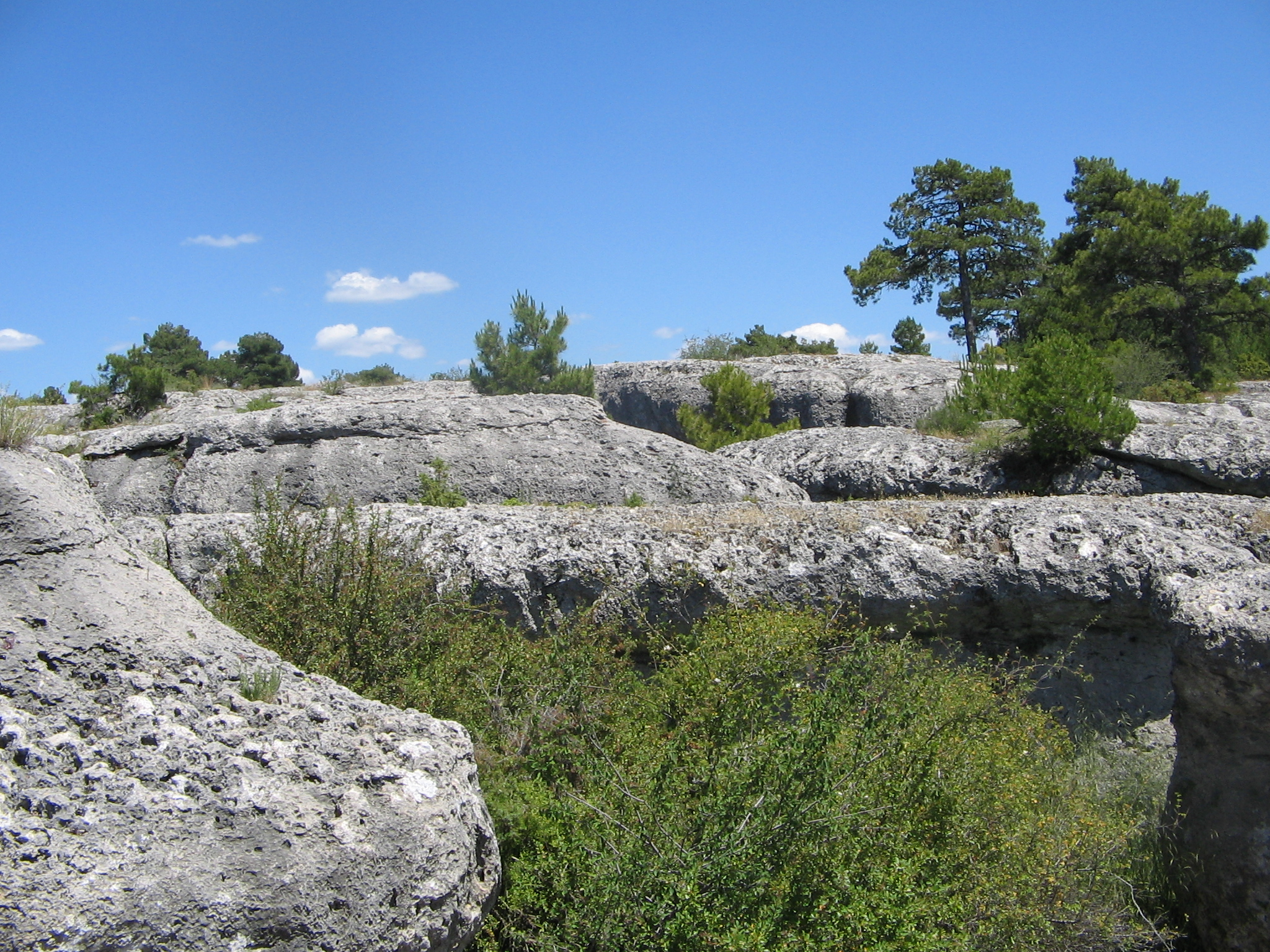
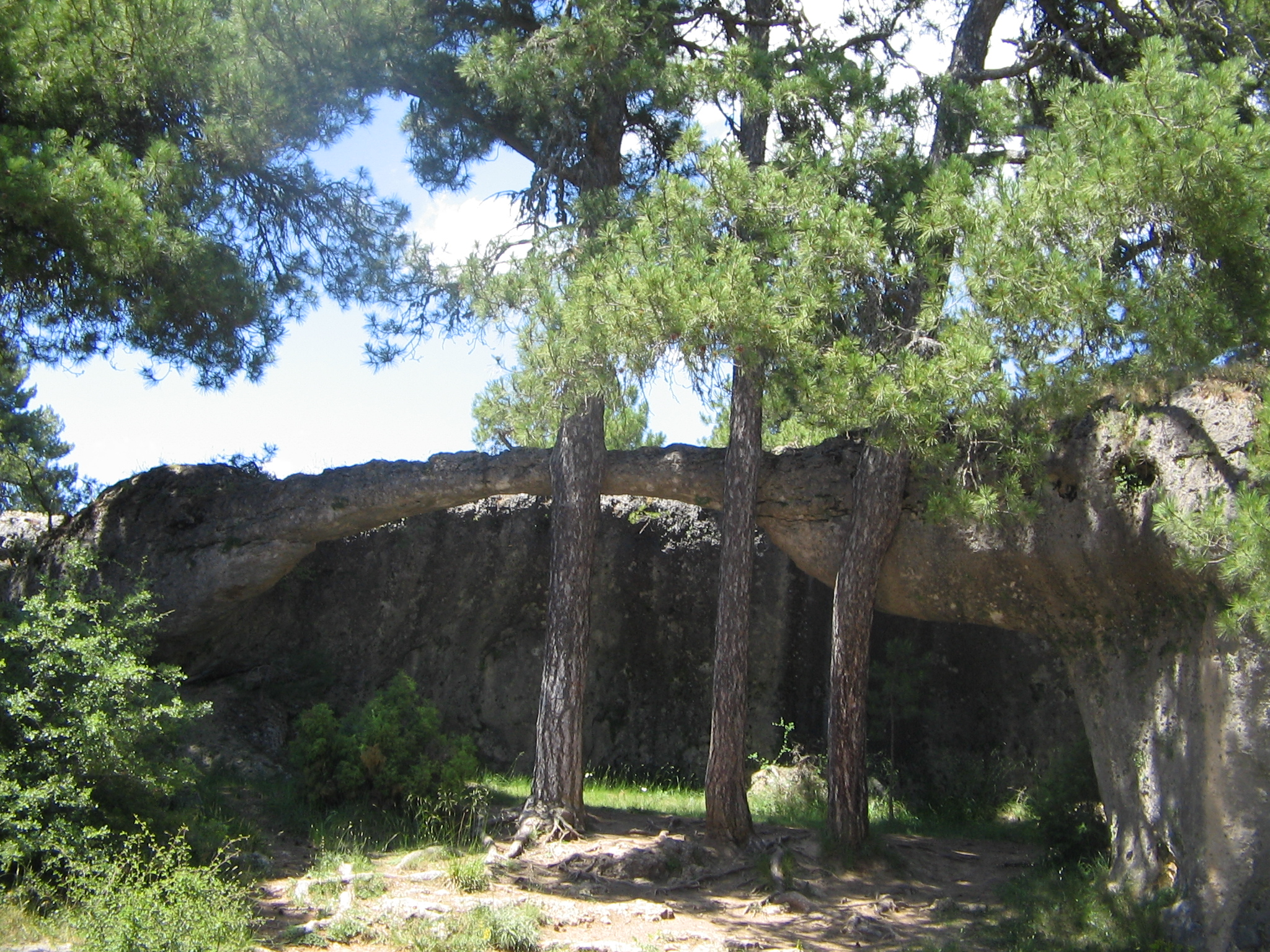
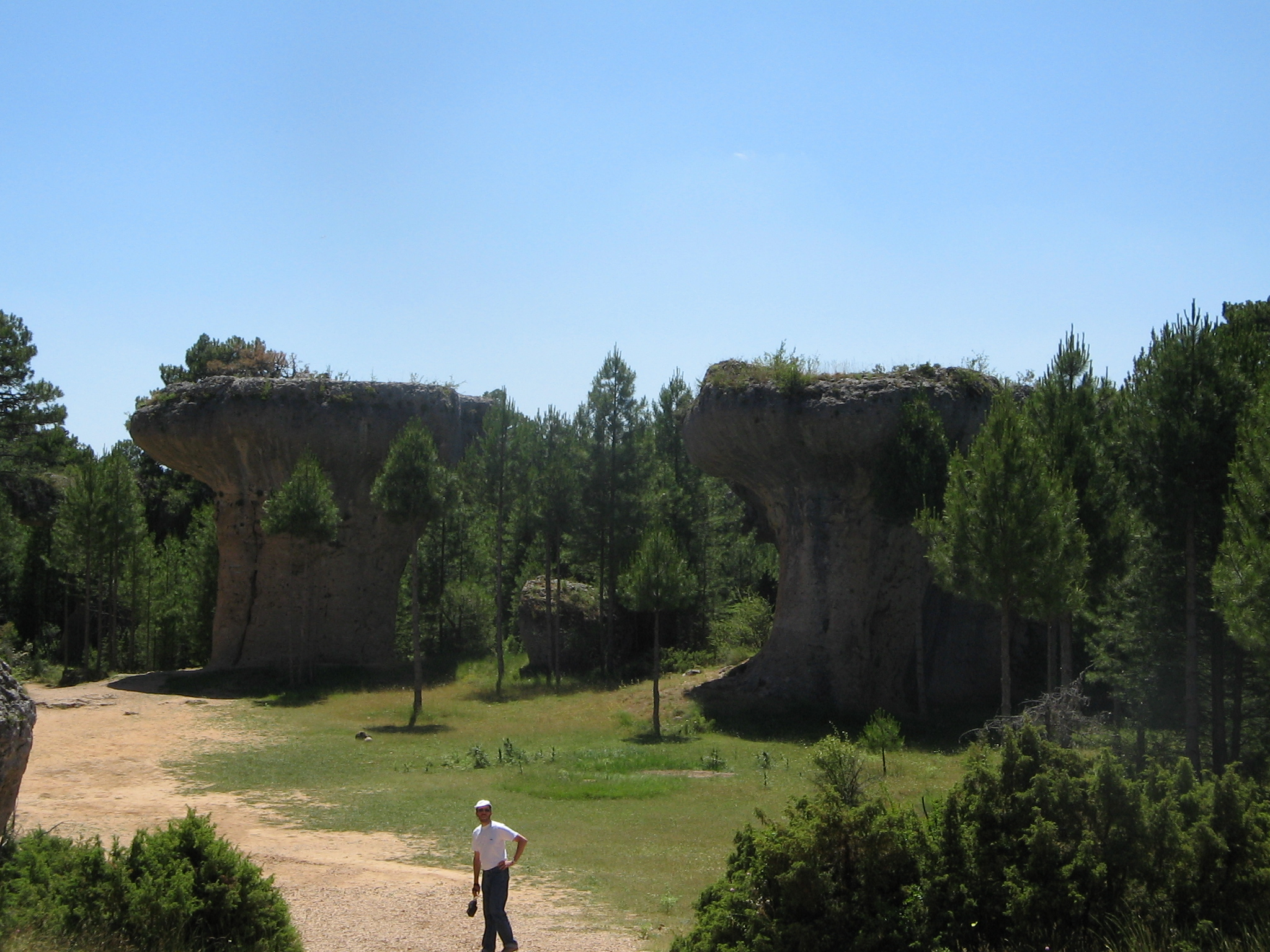
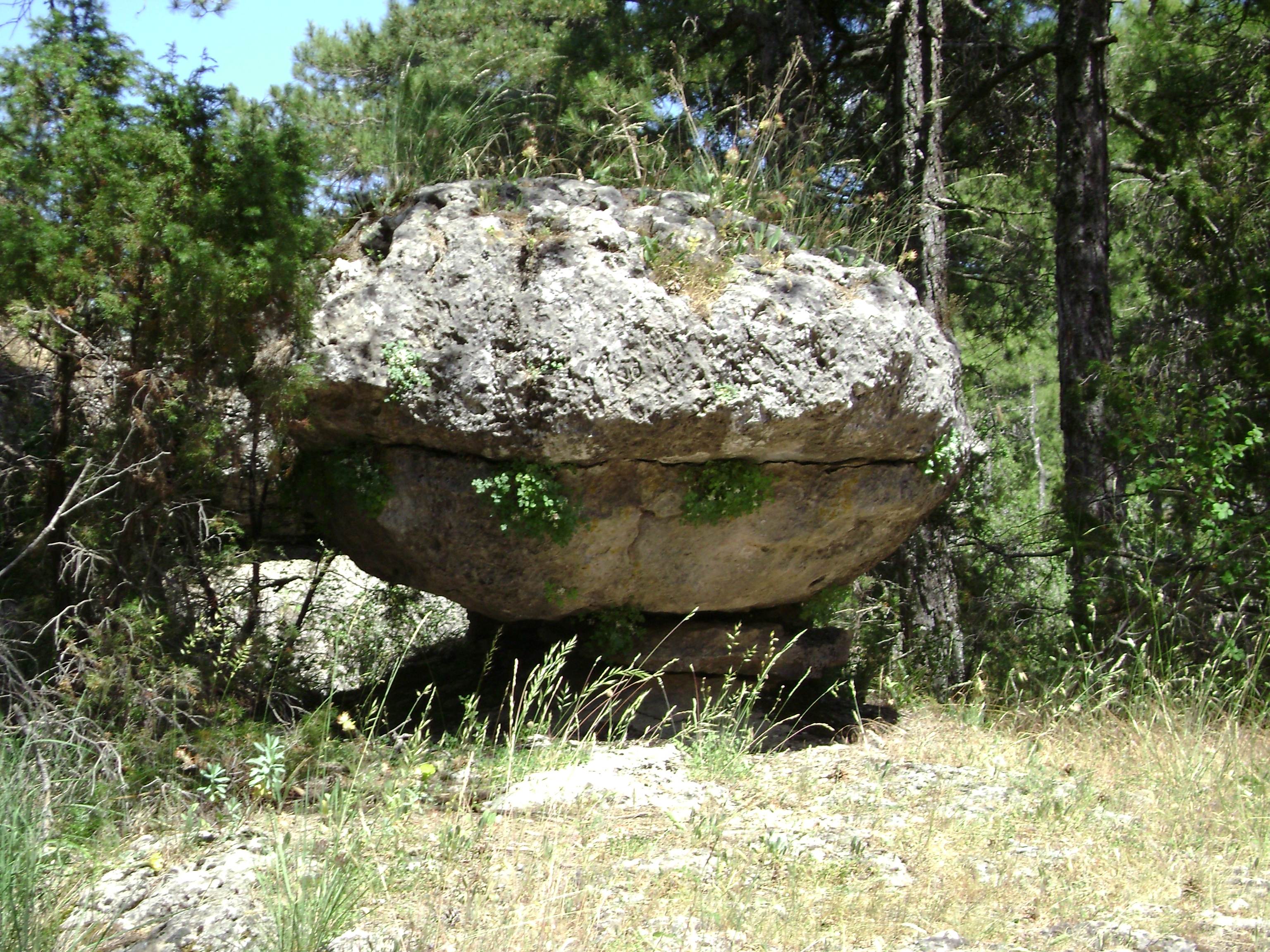
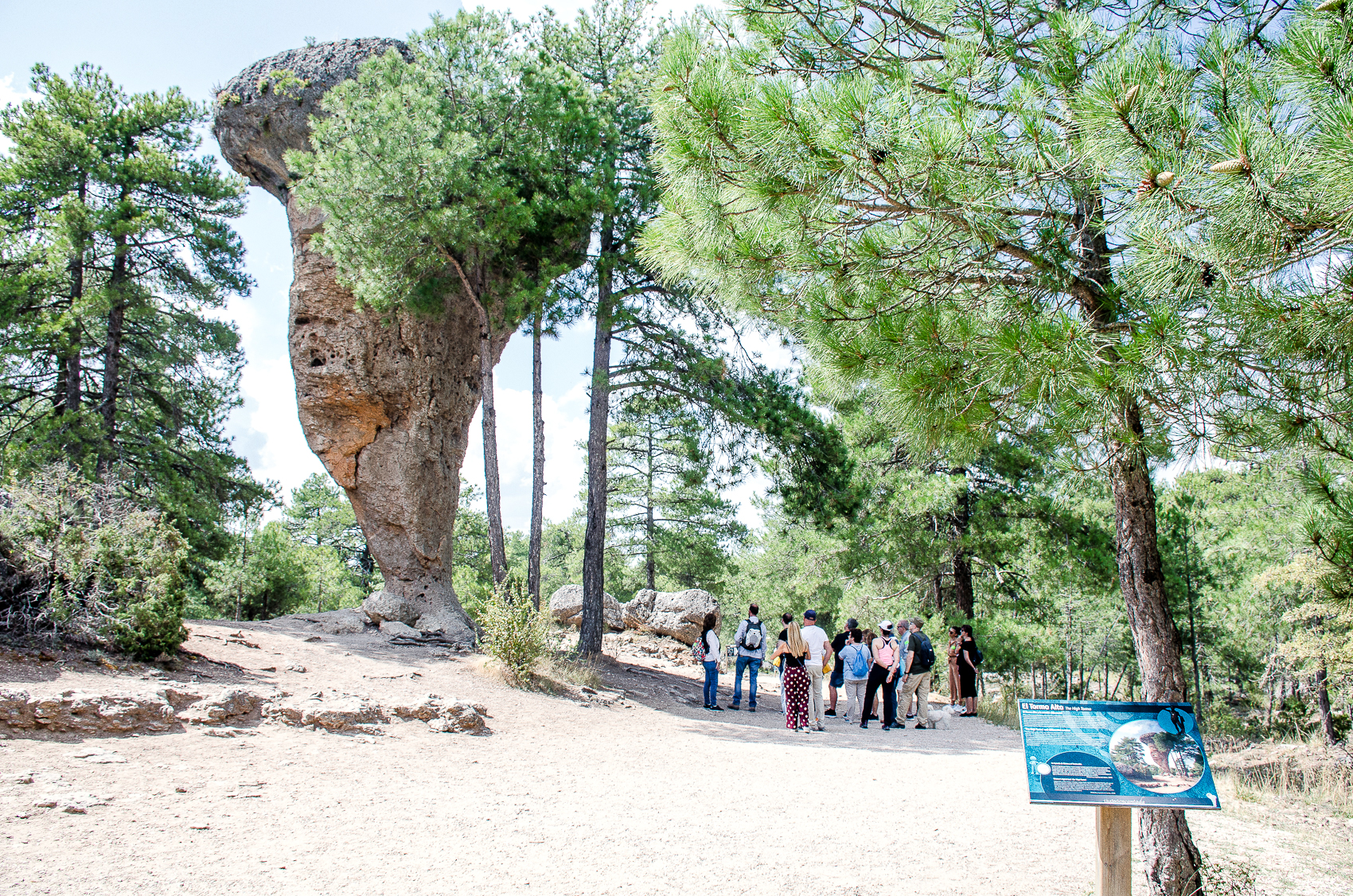
El Tormo Alto
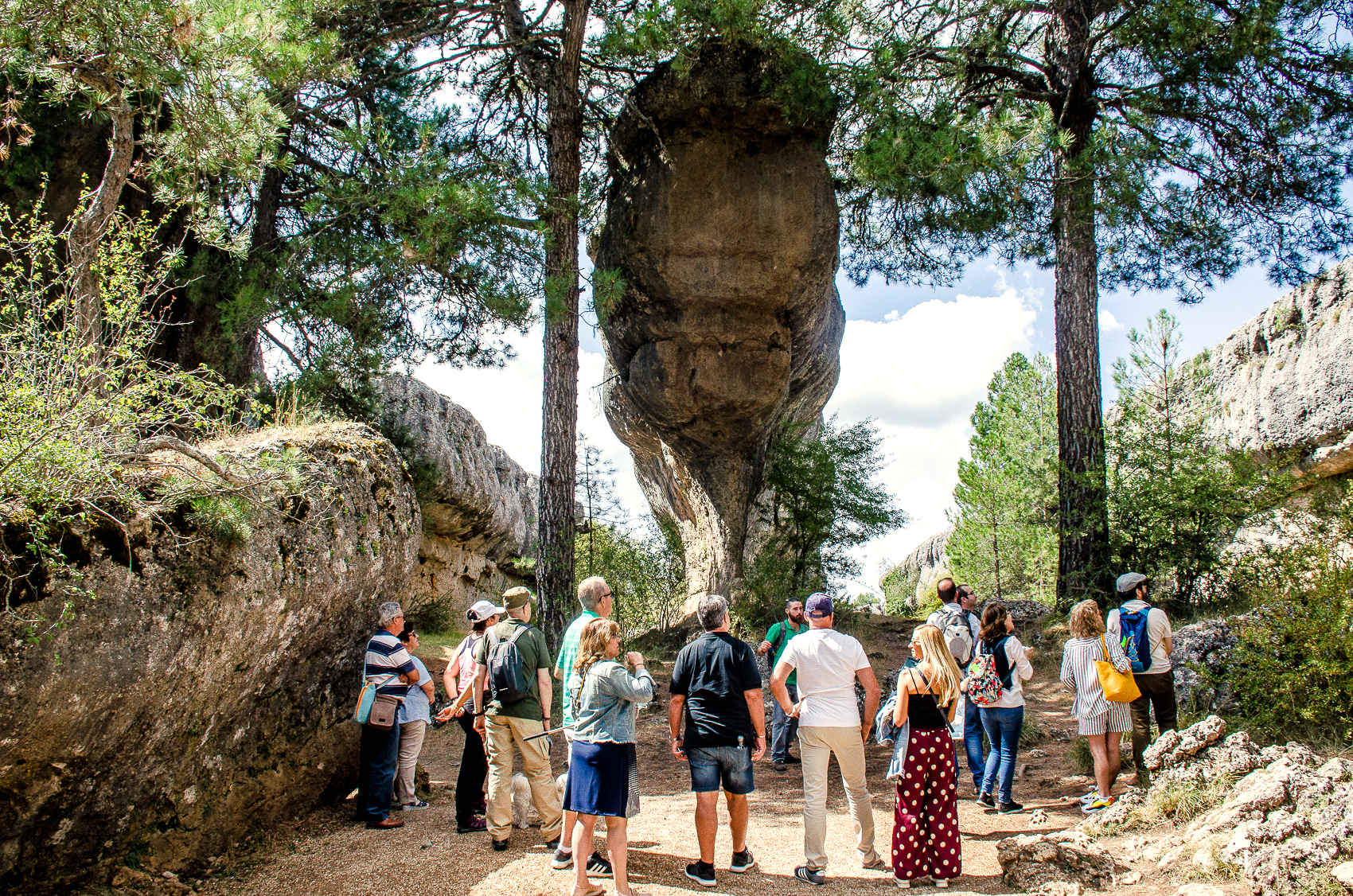
Las Naves
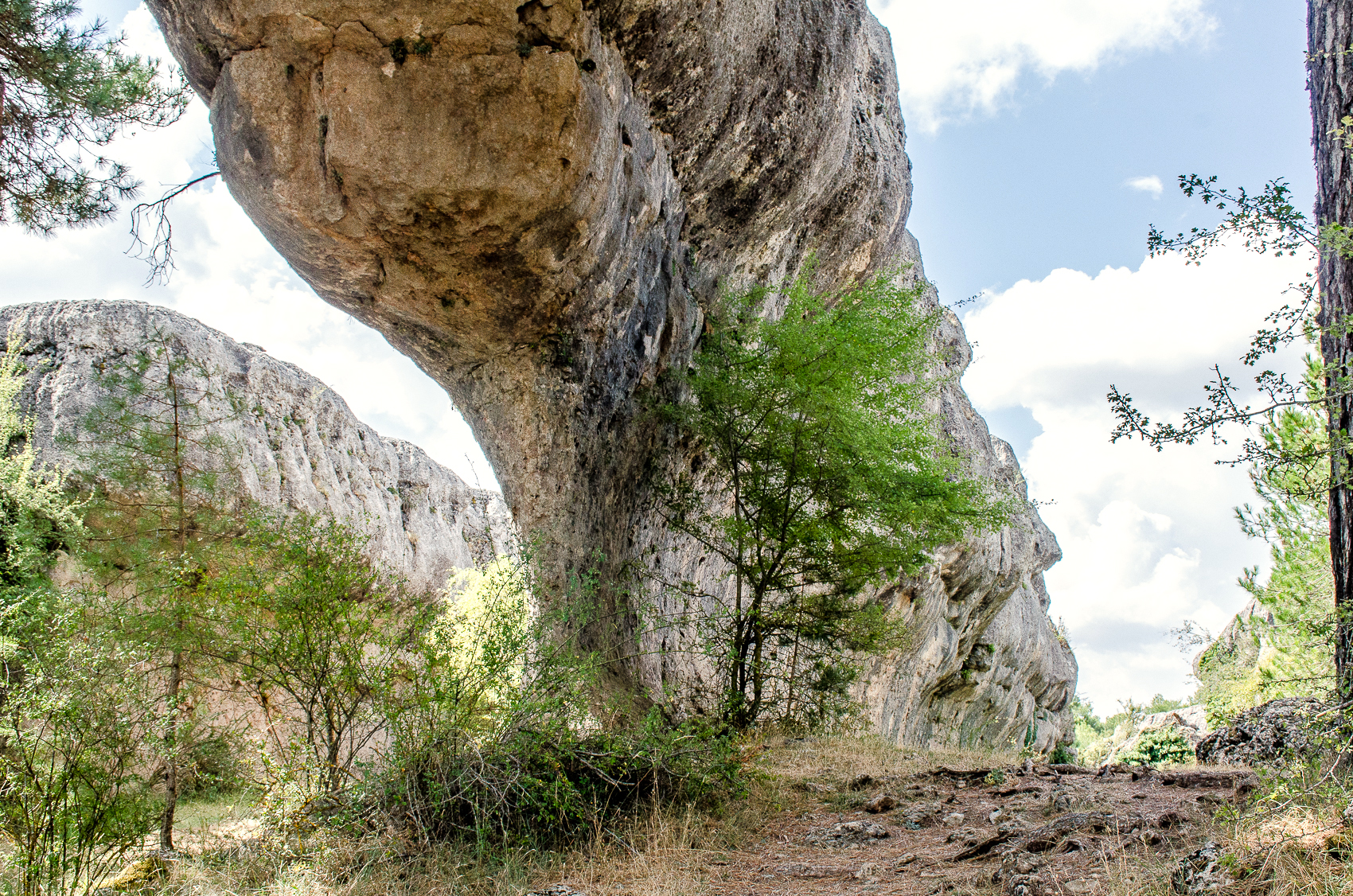
Las Naves
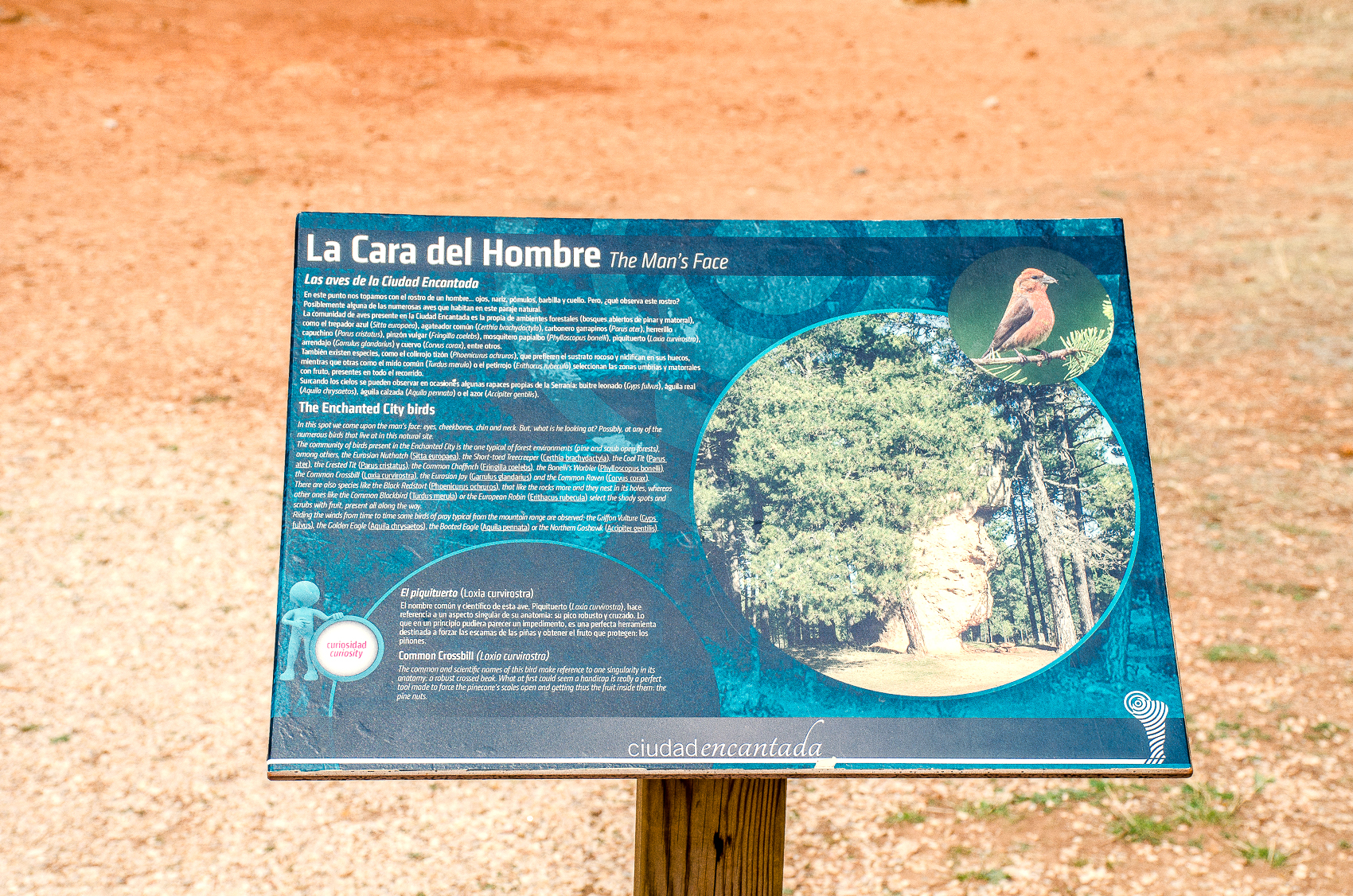
Cartel «Cara del Hombre»
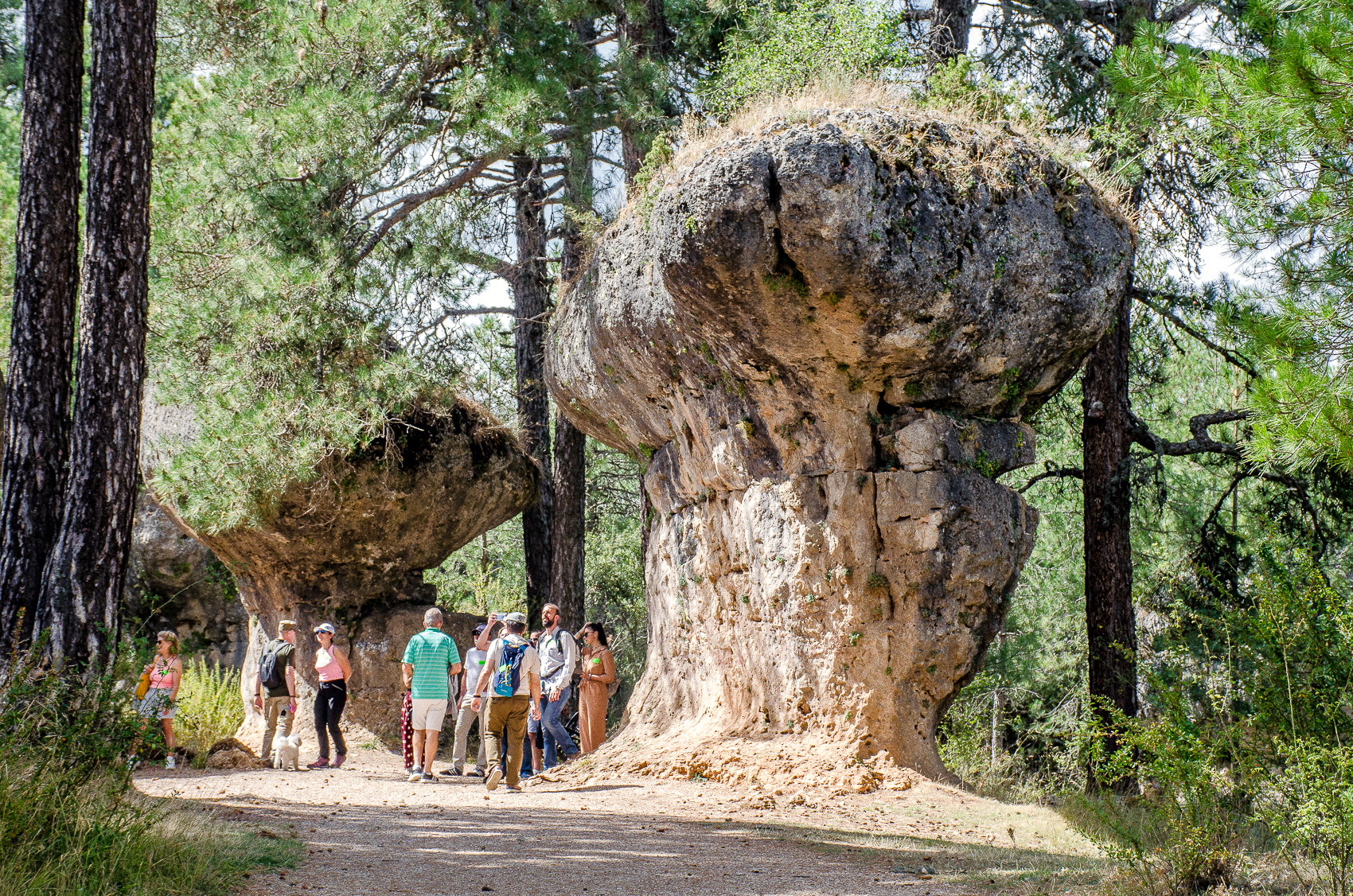
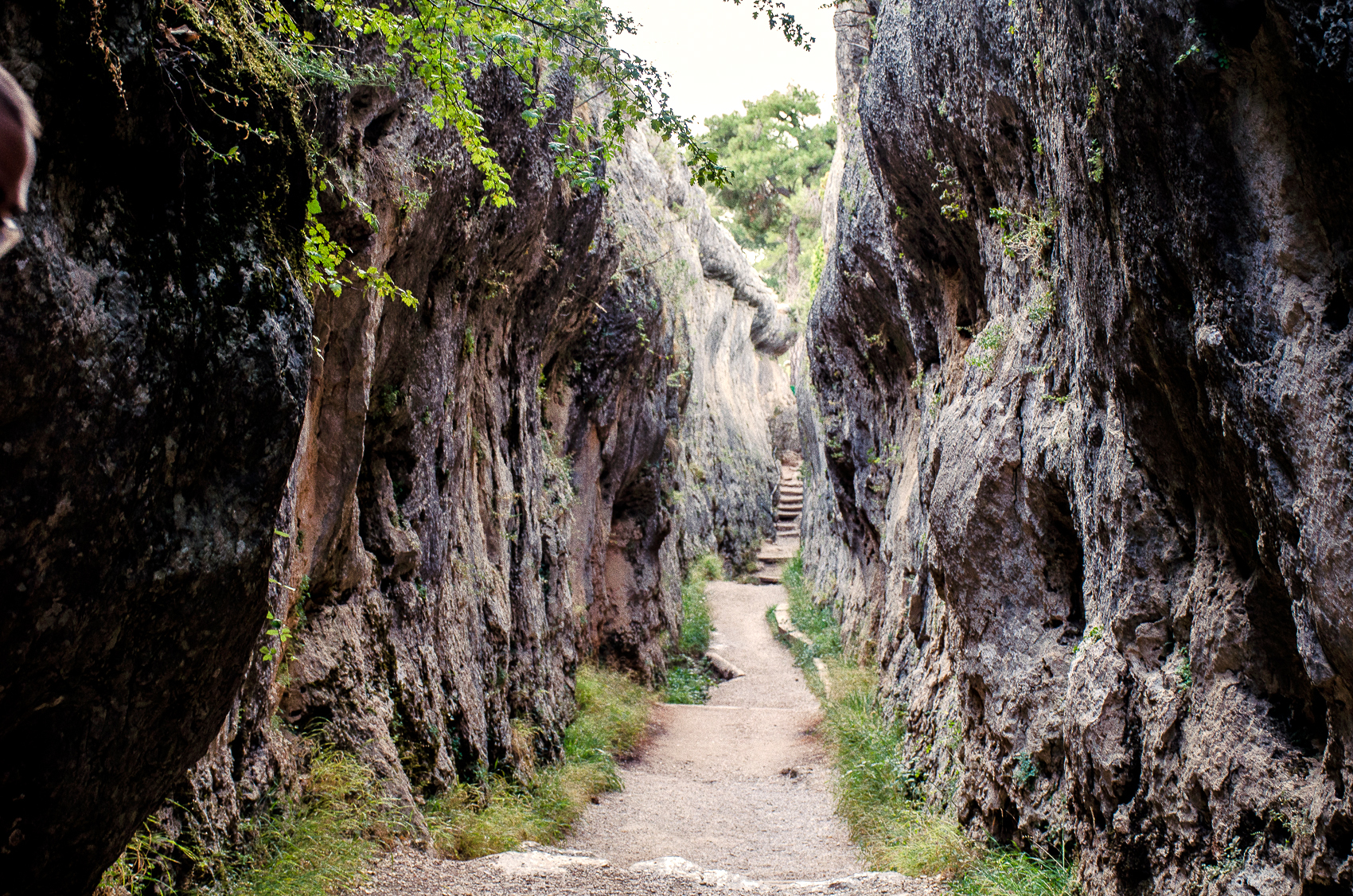
El Tobogán
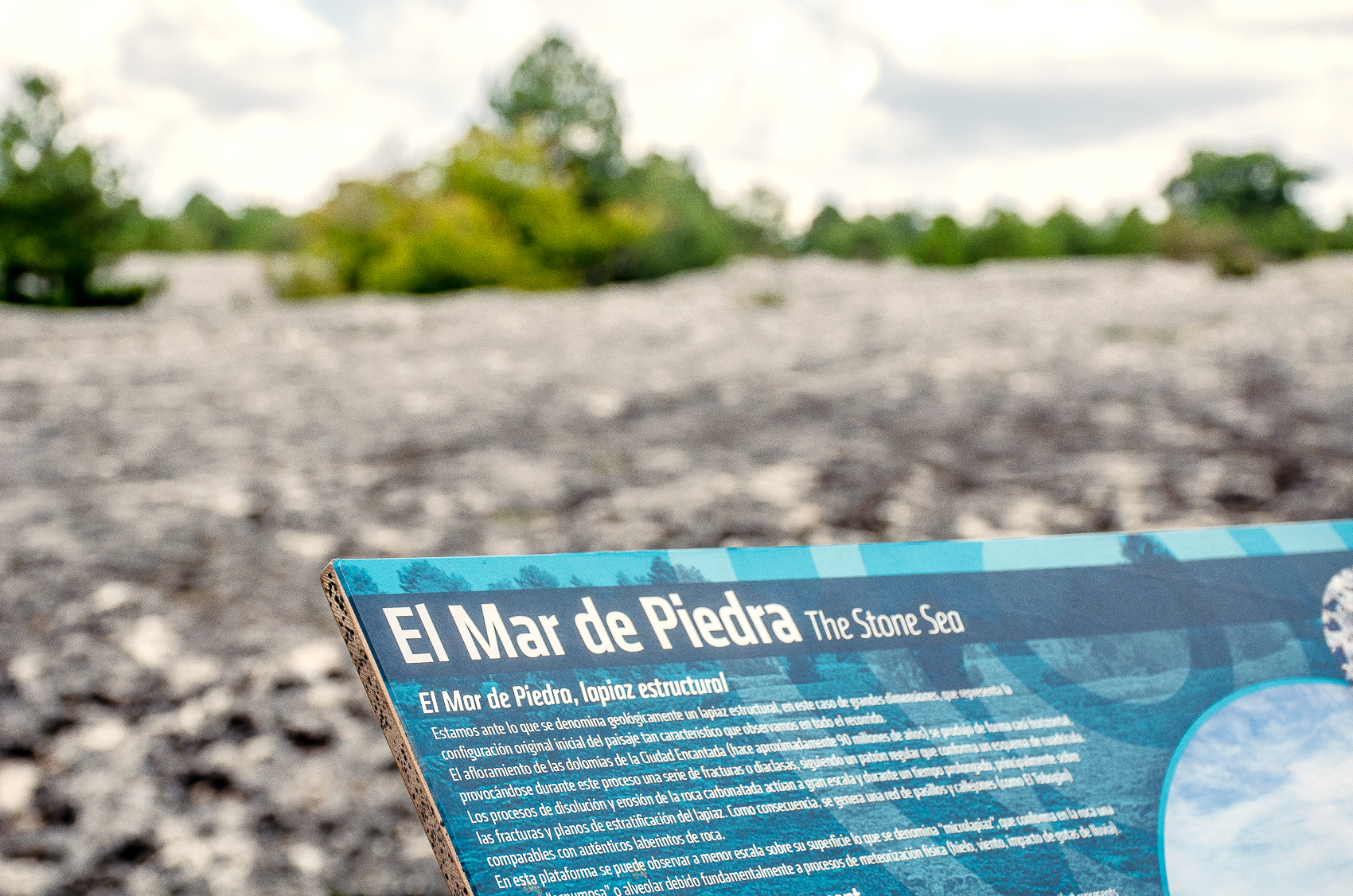
Cartel «El Mar de Piedra»
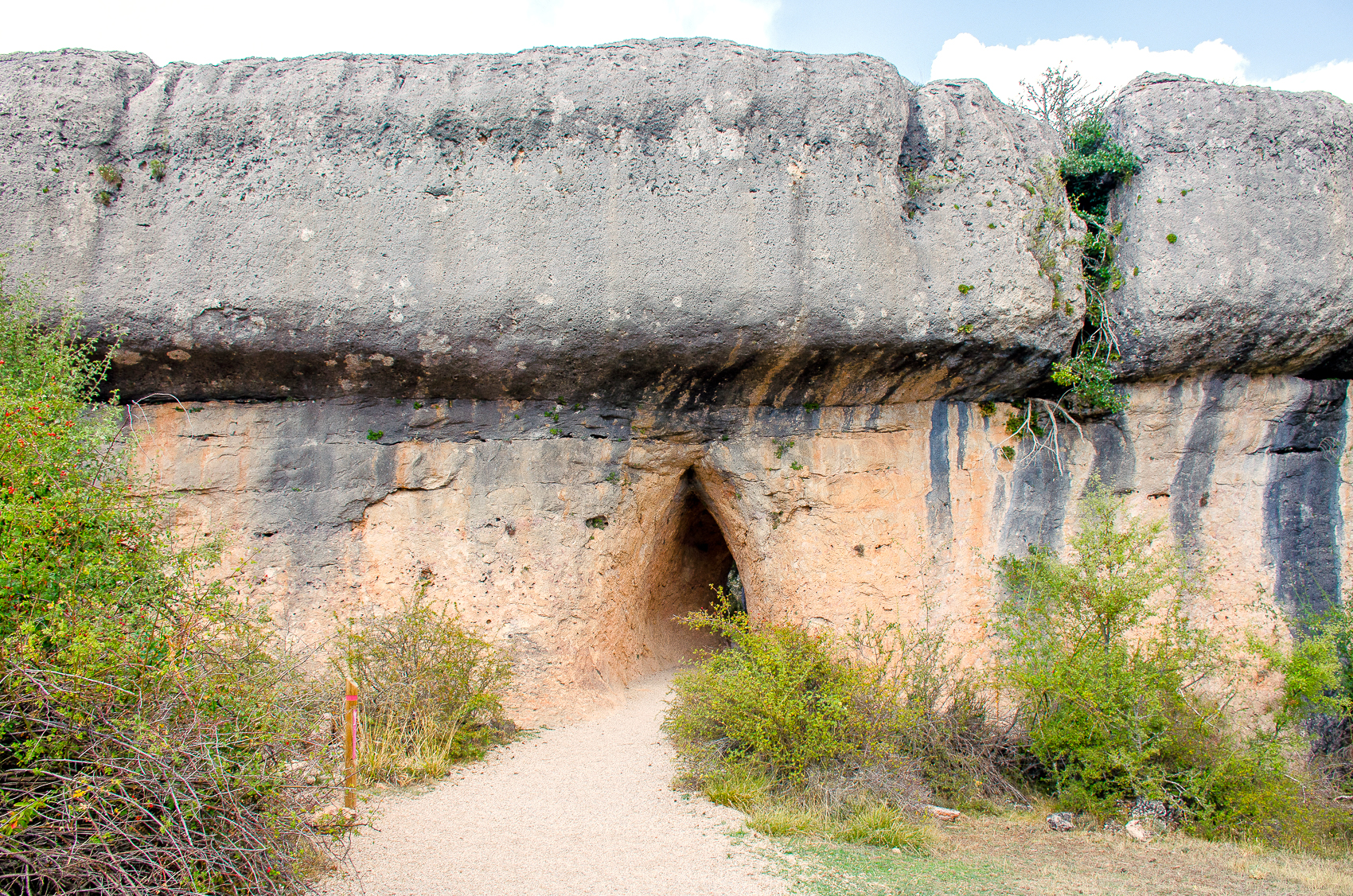
El Convento
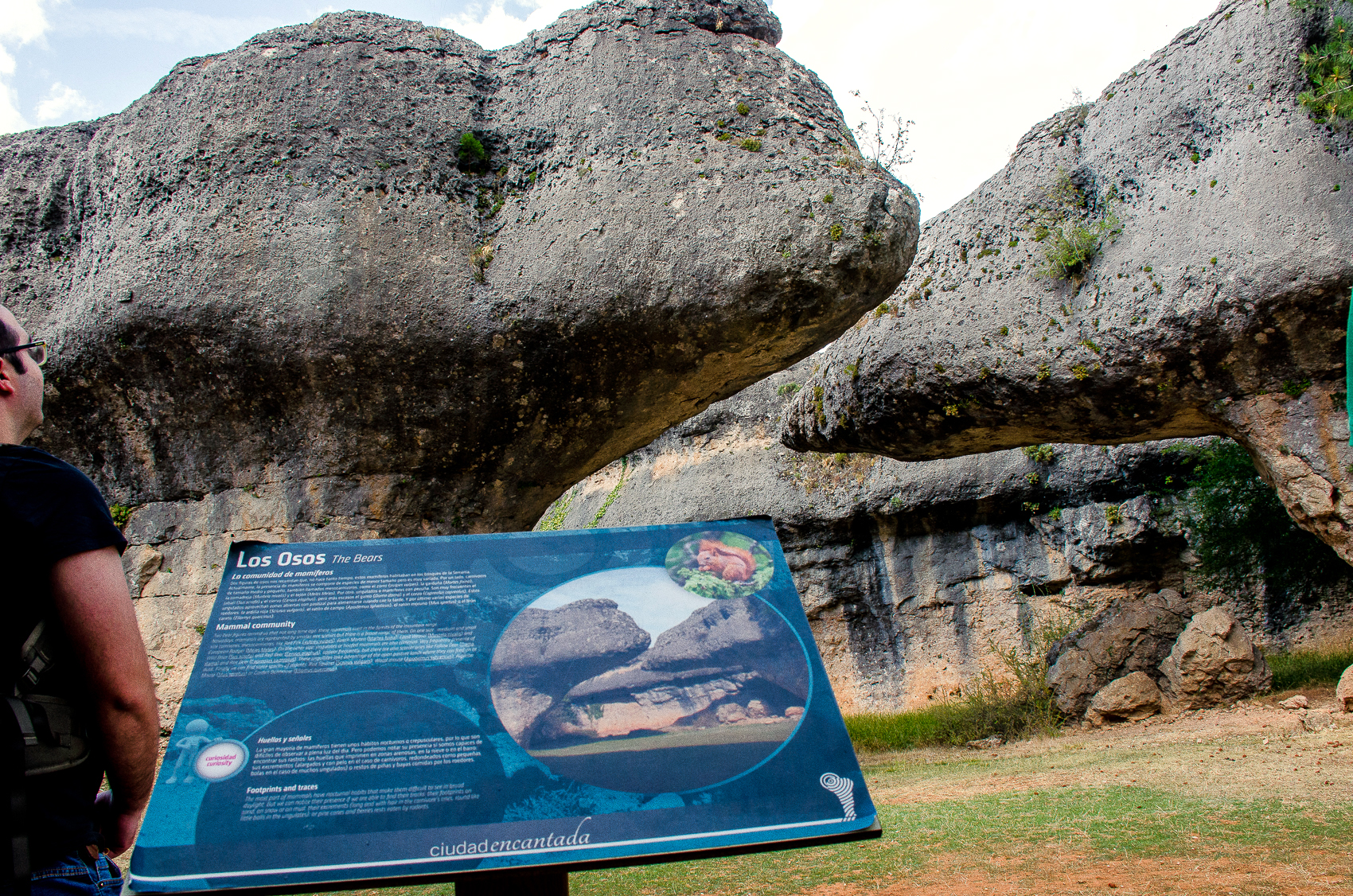
«Los Osos» y detalle.